# Andrej Budal
Andrej Budal, slovenski pesnik, pisatelj, publicist, prevajalec in politik, * 31. oktober 1889, Štandrež, Gorica, † 7. junij 1972, Trst.

## Življenjepis
Budal je na Dunaju študiral romanistiko in tam leta 1913 tudi doktoriral. Po končani 1. svetovni vojni je bil učitelj slovenščine in francoščine v Gorici, Idriji, Tolminu, Vidmu, Perugii in Benetkah. Po letu 1945 je opravljal številne funkcije, med drugim je bil član goriške delegacije na mirovni konferenci v Parizu. Od leta 1947 do 1959 je vodil Slovensko stalno gledališče v Trstu.
Budal je bil plodovit pisatelj, ki je tematiko svojih povesti vezal na Primorsko. Skupaj z Francetom Bevkom in humoristom Damirjem Feiglom je vztrajal pod fašizmom. Pisal je pod različnimi psevdonimi, najčešče kot Pastúškin. Njegova najboljša dela so izšla pred 2. svetovno vojno v Ljubljanskem zvonu: zgodovinska povest o protestantskem predikantu Križev pot Petra Kupljenika (1924) in več novel, deloma avtobiografskih. Pod Italijani je pisal ljudske povesti. Izbor njegove lirike je izšel v knjigi Pesmi (1981). Pisal je tudi kritike, zlasti Bevkovih del. Kot publicist je pisal o problemih tržaških in goriških Slovencev in imel vidno vlogo v zamejskem tisku, izbor teh del je izšel v knjigi Odmevi z roba (1967). Za pouk slovenščine je izdal več priročnikov. Budal je bil dober prevajalec iz italijanščine in francoščine (npr. Boccacciov Dekameron).